# Métropole de Belgrade
Ne doit pas être confondu avec Archevêché de Belgrade-Karlovci.
La métropole de Belgrade (en serbe cyrillique : Београдска митрополија ; en serbe latin Beogradska mitropolija) était une métropole de l'Église orthodoxe serbe.
La métropole a existé entre 1831 et 1920 et elle étendait sa juridiction ecclésiastique sur le territoire de la principauté de Serbie puis du royaume de Serbie. Elle a été formée en 1831, quand le patriarcat œcuménique de Constantinople a accordé son autonomie à l'Église de la Principauté. Son territoire s'est étendu et elle est devenue autocéphale en 1879,,. La métropole de Belgrade a perduré jusqu'en 1920 ; cette année-là, elle a fusionné avec le Patriarcat de Karlovci et quelques autres provinces ecclésiastiques serbes pour constituer l'Église orthodoxe serbe unie.
Le siège de la métropole était Belgrade, en Serbie et les primats qui étaient à sa tête portaient le titre d'« Archevêque de Belgrade et métropolite de Serbie ».

## Histoire
Des négociations menées en 1831 entre la principauté de Serbie et le patriarcat œcuménique de Constantinople ont abouti à la décision canonique de créer la métropole autonome de Belgrade, en tant que province ecclésiastique pour l'ensemble du territoire de la principauté de Serbie. L'ancien archimandrite Melentije Pavlović a été désigné comme le premier chef de cette circonscription et il a reçu le titre d'« archevêque de Belgrade et métropolite de Serbie ». Pendant les offices, le métropolite a continué à mentionner le patriarche de Constantinople et le métropolite de tous les évêques de Serbie.
En 1879, la métropole de Belgrade est devenue une entité ecclésiastique complètement indépendante (autocéphale) grâce à une autre décision canonique,,. À cette époque, l'éparchie de Niš est devenue une partie de la métropole de Belgrade.
En contradiction avec la position du Saint-Synode des évêques et en dépit des besoins de l'Église orthodoxe dans le royaume de Serbie, le gouvernement de Milutin Garašanin, en 1886, a réalisé l'abolition de deux éparchies orthodoxes serbes, l'éparchie de Šabac et l'éparchie de Negotin. Le principal instigateur de l'abolition était Milan Kujundžić Aberdar, alors ministre de l'Éducation et des Affaires de l'Église. Immédiatement après la chute des gouvernements de Garašanin et Kujundžić, à l'automne 1887, le Saint-Synode des évêques a demandé que ces éparchies soient restaurées, mais cette restauration n'a eu lieu qu'en 1891 et 1898.
Après les guerres balkaniques (1912-1913), des négociations ont été engagées avec le Patriarcat de Constantinople sur l'annexion à la métropole de Belgrade des éparchies situées dans les zones libérées, mais les négociations initiales ont été entravées par le déclenchement de la Première Guerre mondiale et ne se sont poursuivies qu'après 1918 ; elles ne se sont terminées avec succès qu'en 1920, avec la création de l'Église orthodoxe serbe unie.

## Organisation
Les éparchies de Belgrade, d'Užice et de Šabac faisaient partie de la métropole de Belgrade, puis l'éparchie du Timok, et, après l'indépendance de la Serbie en 1878, l'éparchie de Niš. Au XXe siècle, la métropole comptait les éparchies suivantes : éparchie de Belgrade (siège à Belgrade), éparchie de Šabac (siège à Šabac), éparchie de Žiča (siège à Čačak), éparchie de Niš (siège à Niš) et éparchie du Timok (siège à Zaječar). L'évêque de Belgrade était l'archevêque et métropolite de Serbie.
Après les guerres balkaniques (1912-1913), les éparchies des régions libérées ont également été placées sous l'administration temporaire de la métropole de Belgrade : éparchie de Ras-Prizren, éparchie de Skopje, éparchie de Vélès-Debar, ainsi que de plus petites parties d'autres éparchies du patriarcat de Constantinople.
Le conseil des évêques (en serbe : Arhijerejski sabor) était la plus haute autorité ecclésiale du royaume de Serbie. Son président était le métropolite et ses membres étaient tous des évêques diocésains. Le conseil se réunissait une fois par an au printemps ou à l'automne. Les séances étaient généralement suivies par le commissaire aux Affaires de l'Église du ministère de l'Éducation ; puis elles l'ont été par le chef du ministère des Cultes. En plus des affaires religieuses, spirituelles-disciplinaires, liturgiques et religieuses, le champ d'exercice du conseil des évêques comprenait l'élection des évêques, l'organisation des éparchies, des paroisses et des monastères et la gestion des fonds de l'Église ; il tentait de peser sur l'adoption des lois et des règlements de l'État concernant l'Église et le clergé. En outre, en tant qu'autorité judiciaire ecclésiale, le conseil jugeait et débattait de tous les différends entre évêques et métropolites, ainsi que de leur culpabilité et des différends conjugaux entre le roi et les membres de la maison royale.
Un tribunal spirituel (en serbe : duhovni sud), ou consistoire (konzistorija), existait dans chaque éparchie en tant qu'autorité judiciaire et administrative permanente. Son président était un archiprêtre et il était composé d'au moins deux juges réguliers et de plusieurs juges honoraires, prêtres et moines. Ils étaient nommés par le roi sur proposition de l'évêque et du ministre des Cultes. La grande cour spirituelle (Veliki duhovni sud) était l'autorité d'appel contre les décisions des tribunaux spirituels. Son siège était à Belgrade et son président était un évêque, élu par le conseil des évêques pour un an ; les membres étaient généralement un archiprêtre de district ou un archimandrite de chaque éparchie, et le secrétaire était le commissaire aux Affaires de l'Église du ministère de l'Éducation. Les membres de cette grande cour étaient nommés par le roi.

## Éparchies
La métropole incluait les éparchies suivantes :
| Eparchy                     | Seat     | Notes |
| --------------------------- | -------- | --- |
| Éparchie de Belgrade        | Belgrade | Aujourd'hui archevêché de Belgrade-Karlovci.                                                                                            |
| Éparchie de Žiča            | Čačak    | Éparchie d'Užice jusqu'au 26 juin 1884. Aujourd'hui siège à Kraljevo.                                                                   |
| Éparchie de Šabac           | Šabac    | Partie de l'éparchie de Belgrade de 1886 à 1898.                                                                                        |
| Éparchie du Timok           | Zaječar  | Formée après 1833. Partie de l'Éparchie de Niš de 1886 à 1891.                                                                          |
| Éparchie de Niš             | Niš      | Ajointe à la métropole en 1879. Éparchie de Nišava (avec siège à Pirot) abolie et intégrée dans l'éparchie de Niš le 1er novembre 1880. |
| Éparchie de Ras-Prizren     | Prizren  | Sous administration à partir de 1912.                                                                                                   |
| Éparchie de Skopje          | Skopje   | Sous administration à partir de 1912.                                                                                                   |
| Éparchie de Debar et Kičevo | Kičevo   | Sous administration à partir de 1912.                                                                                                   |

## Métropolites, 1831–1920
| no . | Primat                         | Portrait | Nom                                   | Règne     | Titre                                           | Notes                                   |
| ---- | ------------------------------ | -------- | ------------------------------------- | --------- | ----------------------------------------------- | --------------------------------------- |
| 1    | Melentije Мелентије Melenthius |          | Melentije Pavlović Мелентије Павловић | 1831–1833 | Archevêque de Belgrade et métropolite de Serbie | Premier métropolite serbe de Belgrade   |
| 2    | Petar Петар Pierre             |          | Pavle Jovanović Павле Јовановић       | 1833–1859 | Archevêque de Belgrade et métropolite de Serbie |                                         |
| 3    | Mihailo Михаило Michel         |          | Miloje Jovanović Милоје Јовановић     | 1859–1881 | Archevêque de Belgrade et métropolite de Serbie | Premier mandat                          |
|      | Mojsije Мојсије Moïse          |          | Maksim Veresić Максим Вересић         | 1881–1883 | Administrateur de la métropole de Belgrade      | Nommé par le cabinet de Milan Piroćanac |
| 4    | Teodosije Теодосије Théodose   |          | Teodor Mraović Теодор Мраовић         | 1883–1889 | Archevêque de Belgrade et métropolite de Serbie |                                         |
| (3)  | Mihailo Михаило Michel         |          | Miloje Jovanović Милоје Јовановић     | 1889–1898 | Archevêque de Belgrade et métropolite de Serbie | Second mandat                           |
| 5    | Inokentije Инокентије Innocent |          | Jakov Pavlović Јаков Павловић         | 1898–1905 | Archevêque de Belgrade et métropolite de Serbie |                                         |
| 6    | Dimitrije Димитрије Dimitri    |          | Dimitrije Pavlović Димитрије Павловић | 1905–1920 | Archevêque de Belgrade et métropolite de Serbie | Élevé à la fonction de patriarche       |